# Molly Seidel
Molly Seidel (* 12. Juli 1994 in Brookfield, Wisconsin) ist eine US-amerikanische Langstreckenläuferin. Bei ihrem ersten Marathonlauf im Februar 2020, den amerikanischen Ausscheidungen für die Olympischen Spiele 2020, wurde sie Zweite. Bei ihrem dritten Marathonwettbewerb, den Olympischen Spielen 2020 in Tokio im Sommer 2021, gewann sie Bronze.

## Jugend und Ausbildung
Seidel wuchs in Hartland, Wisconsin auf und besuchte die dortige University Lake School. Weil die kleine Schule kein Laufteam hatte, trainierte sie beim Team der katholischen Kirche eines Nachbarorts. Schon in der siebten Klasse bestritt sie Wettkämpfe und träumte von olympischem Gold. Ab 2012 studierte sie an der University of Notre Dame. Sie leidet seit Kindheit an einer Zwangsstörung und durch den Druck des Collegestipendiums an einer Essstörung.
Seidel erhielt eine landesweite Auszeichnung als Crossläuferin des Jahres 2012, nachdem sie im Vorjahr Crossläuferin des Jahres von Wisconsin geworden war und die nationale Foot Locker Cross Country Championships gewonnen hatte. In vier aufeinanderfolgenden Jahren hatte sie zudem die Schulwettbewerbe auf Bundesstaatsebene im Crosslauf, über 1600 m und 3200 m gewonnen. Zudem gewann sie 2011 die nationale Hallen-Schulmeisterschaft über 1 Meile und 2 Meilen.
Als erste amerikanische High-School-Schülerin erreichte sie 2012 das Ziel beim Lauf Great Edinburgh International Cross Country (4. Platz), zu dem sie eingeladen worden war.
Seidel vertrat die USA 2012, 2013 und 2018 beim Crosslauf Great Edinburgh International Cross Country.
In ihrem dritten und vierten College-Jahr gewann Seidel zahlreiche Wettbewerbe der NCAA. Dazu gehörten 2014/15 der Sieg über 10.000 Meter und 2015/16 die Siege über 3000 und 5000 Meter in der Halle sowie beim Crosslauf. In der Atlantic Coast Conference wurde sie Meisterin über 5000 Meter (2014/15) sowie über 3000 und 5000 Meter in der Halle (jeweils 2014/15 und 2015/16). 2016 gewann sie den Conference-Crosslauf. Sie wurde für das Schuljahr 2015/16 als beste College-Crossläuferin mit dem Honda Sports Award ausgezeichnet.

## Profisportlerin
2016 konnte sie aus gesundheitlichen Gründen nicht an der Olympiaqualifikation teilnehmen. Später bekam sie mit professioneller Hilfe ihre Essstörung, die Osteopenie zur Folge gehabt hatte, in den Griff und kämpfte sich zurück. Nach dem College zog sie nach Boston, wo sie mit Unterstützung von Saucony im Freedom Track Club trainierte und mit ihrer Schwester eine Wohnung teilte.
Bei den amerikanischen Crossmeisterschaften 2018 über 10 km wurde Seidel Zweite. Im Februar 2018 war sie Teil des Team USA bei der Meisterschaft der nordamerikanischen, zentralamerikanischen und karibischen Ländern in La Libertad, El Salvador. Später im Jahr konnte sie wegen eines Hüftleidens, das operiert werden musste, während Monaten nicht trainieren. Sie hatte sogar Rennen mit dem Beckenbruch bestritten.
Nach einem erfolgreichen Halbmarathon 2019 entschloss sie, für die Olympischen Spiele zu trainieren. Ihr Trainer Jon Green ist ein gleichaltriger Freund aus dem Leichtathletikclub in Boston, dem sie damals angehört hatte. Sie arbeitete nebenbei als Barista und als Babysitterin.
Am 29. Februar 2020 lief sie bei den U.S. Olympic Trials in Atlanta ihren ersten Marathon. Zusammen mit Aliphine Tuliamuk konnte sie sich absetzen und erreichte hinter der erfahrenen Marathonläuferin den zweiten Rang in 2:27:31 h. Damit qualifizierte sie sich für die Olympischen Spiele 2020 in Tokio und gewann ein Preisgeld von US$ 65.000. Dass die Olympischen Spiele wegen der COVID-19-Pandemie auf den Sommer 2021 verschoben wurden, kam ihr nicht ungelegen – es gab ihr mehr Zeit, um sich an die neue Distanz  zu gewöhnen.
Beim London-Marathon im Oktober 2020 wurde sie Sechste und die zweitbeste Amerikanerin in ihrer persönlichen Bestzeit von 2:25:13 h. Eine weitere persönliche Bestleistung stellte sie im Februar 2021 beim Publix Atlanta Marathon auf: Beim Halbmarathon in Hampton auf dem Gelände des EchoPark Automotive Speedway (aufgrund Beschränkungen im Fulton County verlegte der Atlanta Track Club das Rennen auf die Motorsportstrecke 50 Kilometer südöstlich im Henry County) erreichte sie das Ziel mit 1:08:28 h. Kurz zuvor hatte Puma sie unter Vertrag genommen.

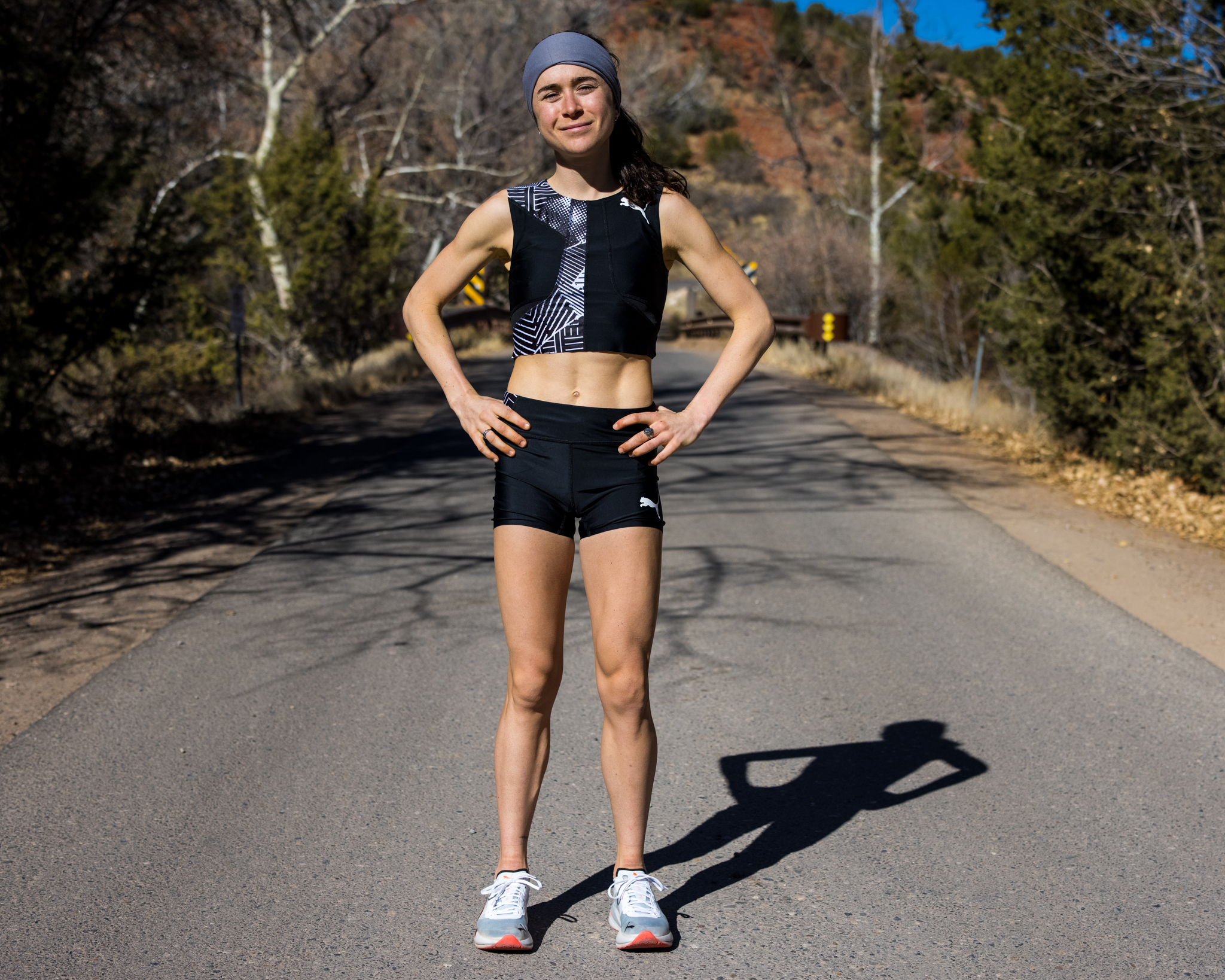
Seidel 2021

Am 6. August 2021 gewann Seidel die Bronzemedaille beim olympischen Marathon in Sapporo mit einer Zeit von 2:27:46 h – 26 Sekunden hinter der Kenianerin Peres Jepchirchir und zehn Sekunden hinter deren Landsfrau Brigid Kosgei. Die Hitze und Luftfeuchtigkeit empfand sie als Vorteil, da sie sich in Arizona auf das Rennen vorbereitet hatte. Es war die erste olympische Medaille für die USA über diese Strecke seit Deena Kastors Bronze im Jahr 2004.
Das Jahr 2022 war geprägt von Verletzungen: Nachdem sie beim Boston-Marathon 2022 aufgeben musste, trat sie nicht zu den Leichtathletik-Weltmeisterschaften in Eugene in Oregon an. Im November lief sie den Halbmarathon der Boston Athletic Association mit 1:16:22 h (16.), im Februar 2023 lief sie wie im Vorjahr den Mesa Halbmarathon in Phoenix und erreichte dabei den zweiten Rang mit 1:11:43 h. Auch 2023 verzichtete sie auf Rennen an Meisterschaften, konnte aber an einigen kürzeren Läufen starten. Im Oktober trat sie am Chicago-Marathon an: Mit einer neuen persönlichen Bestleistung von 2:23:07 h wurde sie dabei Achte.
Im Olympiajahr 2024 konnte sie keine Qualifikationsrennen bestreiten, da sie erneut von Verletzungen geplagt wurde.